# Détroit de Danemark
Le détroit de Danemark est un détroit situé entre la côte orientale du  Groenland et le Nord-Ouest de l'Islande.

## Toponymie
Le détroit de Danemark est dénommé Danmarksstrædet en danois, et Grænlandssund en islandais, ce qui signifie « détroit du Groenland ». En français, l'appellation « détroit de Danemark » est la plus répandue, même si l'expression « détroit de Groenland » a été utilisée dans des publications remontant au XVIIIe siècle, en 1933 et 1970. En anglais, les deux expressions sont utilisées.
En 1936, une publication note que le terme « détroit du Groenland » est davantage utilisé par les pêcheurs et chasseurs de phoques norvégiens que « détroit de Danemark ».

## Géographie

### Localisation et géologie

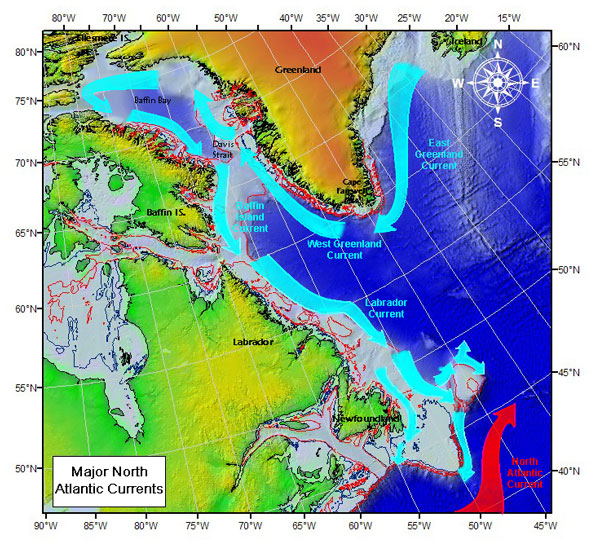
Le courant du Groenland oriental (en haut à droite de l'image) parcourt le détroit de Danemark apportant les eaux froides de l'océan Arctique.

Le détroit de Danemark est un passage maritime de l'océan Atlantique Nord reliant ce dernier 
à la mer du Groenland. Il sépare le Nord-Ouest de l'Islande  du Groenland et mesure 300 km de large environ dans sa partie la plus étroite pour une longueur de 350 km ; sa profondeur est en moyenne de 600 m. Il est bordé par un large plateau continental qui s'étend à plus d'une centaine de kilomètres des côtes groenlandaises ; du côté islandais, le plateau continental s'arrête à seulement vingt kilomètres des côtes. La limite nord du détroit correspond à une ligne joignant la pointe de Straumnes au cap Nansen, au Groenland, point le plus au nord du détroit et de l'océan Atlantique. La limite sud est un parallèle joignant le Bjargtangar (Látrabjarg) (65° 30′ 08″ N, 24° 31′ 54″ O) à un point de même latitude situé sur la côte du Groenland.
Le détroit de Danemark s'est ouvert durant la période de l'Éocène (il y a 56,0 à 33,9 millions d’années), entraînant une circulation océanique importante en eaux profondes. Au fil du temps, la profondeur du détroit s'est accrue, dépassant les 600 mètres à partir du Miocène.

### Courants marins

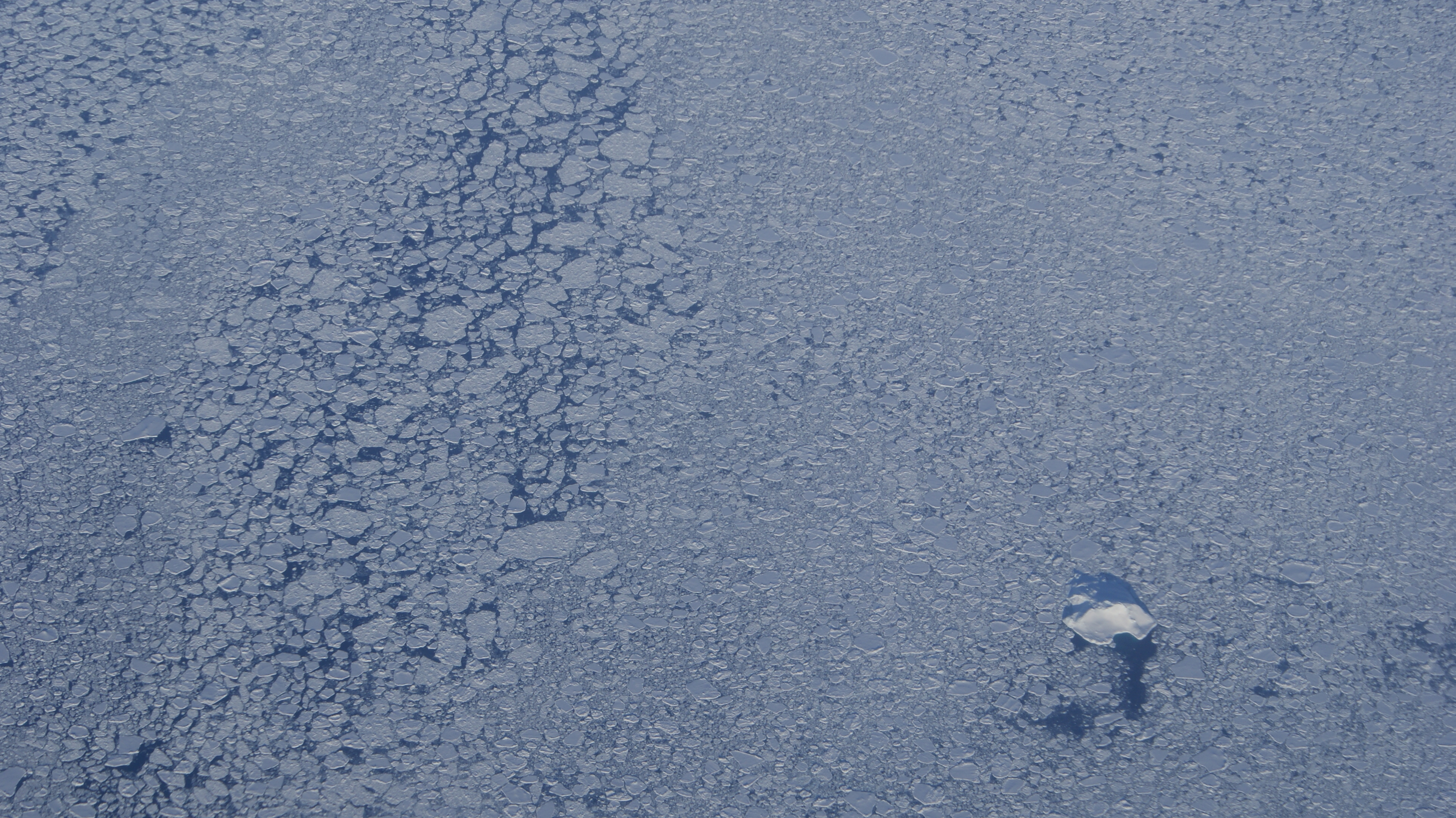
La banquise de mer dans le détroit de Danemark représente un obstacle à franchir pour les bateaux. Photo de février 2010.

Le courant du Groenland oriental traverse le détroit, emportant les eaux froides de l'océan Arctique vers le sud. Ce courant apporte de la glace en hiver, formant une banquise de mer souvent très dense le long des côtes groenlandaise. 
En été, le détroit est généralement dépourvu de glace, même si le courant du Groenland oriental charrie des milliers d'icebergs toute l'année. Le détroit constitue donc une barrière d'entrée pour les navires à destination de l'océan Atlantique. Un courant plus faible et plus chaud, le courant d'Irminger, traverse le détroit du nord au sud, à proximité de l'Islande.

### Faune et flore
Plusieurs espèces de poissons vivent dans le détroit, comme la morue, le flétan, l'aiglefin, le saumon et les crevettes. On y trouve également des baleines et des phoques. Le détroit a joué un rôle important dans les mouvements migratoires de la faune marine de l'Atlantique vers l'Arctique durant l'Éocène.

## Histoire

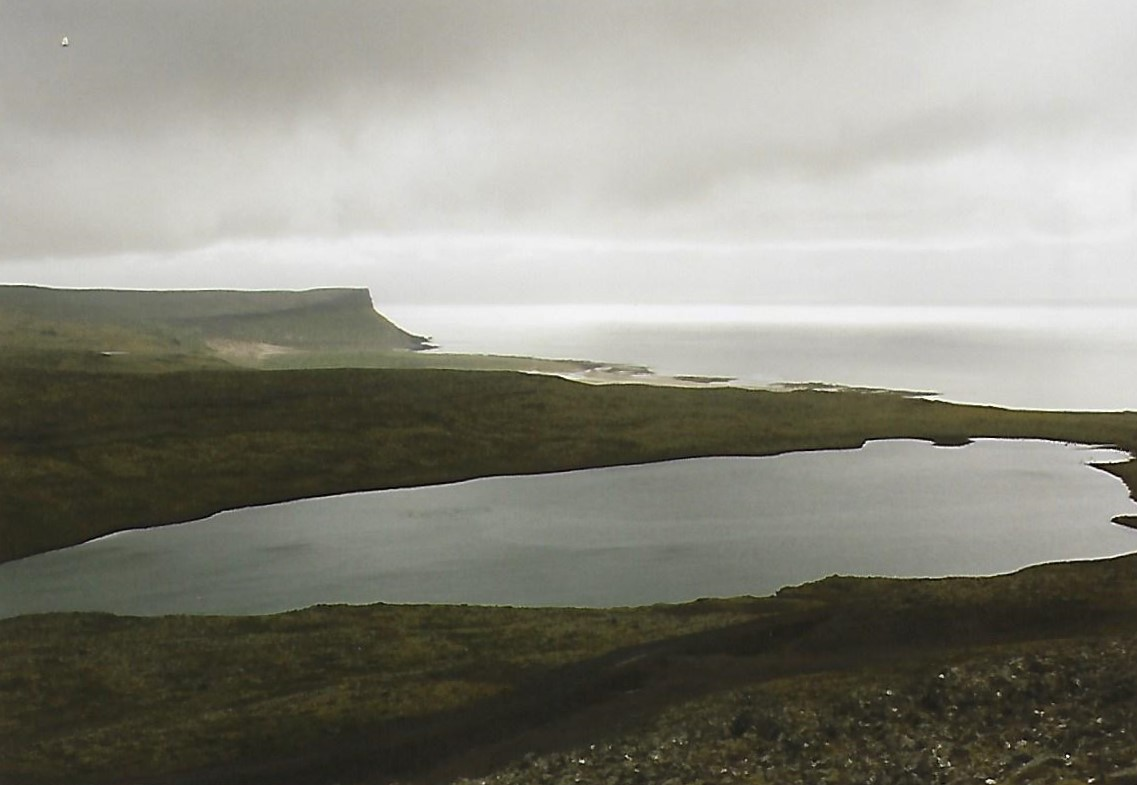
Le détroit de Danemark en arrière-plan depuis la ville islandaise de Breiðavík (région de Vestfirðir).

Les côtes du Groenland bordant le détroit sont très peu habitées en raison des conditions climatiques rudes ; à l'inverse, les côtes Islandaises bénéficient d'un climat moins froid et d'une banquise de mer moins importante, ce qui a permis l'installation de communautés humaines vivant notamment de la pêche.

### Vikings
Les Vikings sont les premiers à avoir traversé le détroit, lors de l'expédition d'Erik le Rouge en 986 partie d'Islande. En dépit des compétences de navigateurs des Vikings, la traversée s'est avérée périlleuse et onze navires sur vingt-cinq coulent à cause des mauvaises conditions. Les navires utilisés étaient, d'après Graeme Davis, guère adaptés à un tel voyage. Erik le Rouge continue ensuite son périple et atteint la côte ouest du Groenland.

### Seconde guerre mondiale
D'un point de vue stratégique, le détroit de Danemark fait partie de la ligne GIUK qui contrôle l'accès à l'océan Atlantique des navires partant d'Europe du Nord.

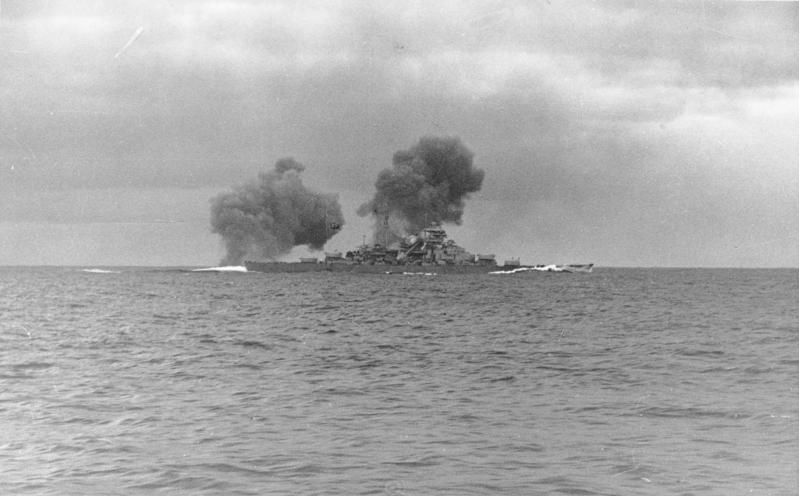
Le cuirassé allemand Bismarck tire sur le durant la bataille du détroit de Danemark.

Durant la Seconde guerre mondiale, le cuirassé allemand Bismarck quitte l'Allemagne et emprunte le détroit de Danemark pour entrer dans l'Atlantique. Le 24 mai 1941, il est intercepté par deux navires britanniques durant la bataille du détroit de Danemark : le HMS Hood est coulé par le Bismarck et le HMS Prince of Wales est endommagé. Trois jours plus tard, le Bismarck est coulé dans l'Atlantique par la marine britannique.